# Aiko (chanteuse)
Pour les articles homonymes, voir Aiko.
Aiko est une chanteuse japonaise de J-pop, née le 22 novembre 1975 à Suita dans la préfecture d'Osaka. Son nom complet est Aiko Yanai (柳井 愛子, Yanai Aiko), mais elle est connue en tant qu'artiste sous son seul prénom, aiko, toujours écrit en lettres latines (rōmaji), sans majuscule.

## Biographie
Elle suit ses études au Conservatoire d'Ōsaka, d'où elle sort en 1996. Pianiste virtuose, elle est auteure et compositrice de la quasi-totalité de ses chansons. La plupart de ses concerts comporte d'ailleurs généralement une partie lors de laquelle Aiko chante quelques-unes de ses chansons sans ses musiciens, en s'accompagnant elle-même au piano.
Elle est classée parmi les chanteuses de J-pop, mais cette appellation très générale regroupe en fait tous les artistes japonais de la musique "populaire", sous toutes ses formes. Le style personnel d'Aiko se démarque néanmoins assez nettement des autres chanteuses "stars" japonaises actuelles comme Ayumi Hamasaki ou Namie Amuro, plutôt connues pour leurs tubes dans la veine respectivement pop et RnB, tandis que les compositions d'Aiko varient du rock au country, en passant par des ballades comme « kabutomushi » (カブトムシ).

## Son œuvre
Ses deux premiers albums, « Astral Box » et « Girlie », sortis respectivement en 1997 et 1998, ainsi que son premier single, « Hachimitsu », également sorti en 1998, l'ont été sous un label Indies ("indépendant"). Ces trois opus ne figurent pas dans la discographie du site officiel de l'artiste qui est hébergé par son éditeur actuel, Pony Canyon Inc., et donc ne référence que les productions éditées par ce dernier.
Son premier tube fut « Ashita » (あした qui signifie Demain en japonais), sorti en single le 17 juillet 1998. Sur ce titre, aiko fut aidée à la composition par Mimoru Komorita, mais elle a écrit elle-même les paroles. Depuis, elle écrit elle-même la musique et les paroles de toutes ses chansons.
Un second single, « Nakimushi » (ナキ・ムシ), sort le 3 mars 1999, puis le 21 avril de la même année, c'est l'album « Chiisana marui kōjitsu » (小さな丸い好日), qui reprend entre autres les chansons-titre des deux singles précédents.
À partir de cette date, le scénario de sortie des œuvres d'aiko demeure toujours le même : 3 singles sortent à intervalles plus ou moins réguliers, le troisième étant suivi peu après par un nouvel album reprenant les chansons-titre des singles précédents. Les singles comportent toujours 4 titres, dont le 4e est toujours la version instrumentale du premier, qui est la chanson-titre. Les Japonais, inventeurs du karaoké, en sont en effet friands, et ces versions instrumentales leur permettent ainsi de s'entrainer chez eux avant de se produire dans les cafés-karaoké du Japon. Cette version instrumentale, ainsi que les deux autres titres originaux du single ne sont généralement pas repris par la suite dans l'album qui les suit, contrairement à la chanson titre, pour laquelle un vidéo-clip est également souvent tourné.
De temps en temps, aiko sort également un DVD, qui contient soit un recueil de ses video-clips, soit un enregistrement de l'un de ses concerts.

## Discographie

### Simples
1. Hachimitsu (20 mai 1998) ハチミツ (Miel)
2. Ashita (17 juillet 1998) あした (Demain)
3. Nakimushi (3 mars 1999) ナキ・ムシ (Pleurnicheur)
4. Hanabi (4 août 1999) 花火 (Feu d'artifice)
5. Kabutomushi (17 novembre 1999) カブトムシ (Coléoptère)
6. Sakura no Toki (17 février 2000) 桜の時 (Le temps des fleurs de cerisier)
7. Boyfriend (20 septembre 2000) ボーイフレンド
8. Hatsukoi (21 février 2001) 初恋 (Premier amour)
9. Rosie (30 mai 2001) ロージー
10. Oyasumi nasai (21 novembre 2001) おやすみなさい (Bonne nuit)
11. Anata to akushu (24 avril 2002) あなたと握手 (Te serrer la main)
12. Kondo made ni wa (14 août 2002) 今度までには (Depuis cette fois)
13. Chōchō musubi (23 avril 2003) 蝶々結び (Le nœud du papillon)
14. Andromeda (6 août 2003) アンドロメダ
15. Eriashi (6 novembre 2003) えりあし (La nuque)
16. Kaban (28 avril 2004) かばん (Sacoche)
17. Hanakaze (1er septembre 2004) 花風 (Vent de fleurs)
18. Mikuni Eki (16 février 2005) 三国駅 (La gare de Mikuni)
19. Kirakira (3 août 2005) キラキラ (Étincelant)
20. Star (30 novembre 2005) スター
21. Kumo wa shiro ringo wa aka (12 juillet 2006) 雲は白リンゴは赤 (Nuages : blancs, pommes : rouges)
22. Shiawase (30 mai 2007) シアワセ (Bonheur)
23. Hoshi no nai sekai / Yokogao (22 août 2007) 星のない世界/横顔 (Le monde sans étoiles / Profil)
24. Futari (12 mars 2008) 二人 vendu à 82,298 ex. (Deux personnes)
25. KissHug (23 juillet 2008) vendu à 106,337 ex. (BisouCâlin)
26. milk/Nageki no Kisu(18 février 2009) milk／嘆きのキス (milk/Triste baiser)
27. Modorenai Ashita (3 février 2010) 戻れない明日
28. Mukai Awase (21 avril 2010) 向かいあわせ
29. Koi no Super Ball / Home (11 mai 2011) 恋のスーパーボール／ホーム
30. Zutto (23 novembre 2011) ずっと
31. Love letter / Shigatsu no Ame (17 juillet 2013) Love letter／4月の雨
32. Kimi no Tonari (29 janvier 2014) 君の隣
33. Atashi no Mukou (12 novembre 2014) あたしの向こう
34. Yumemiru Sukima (29 avril 2015) 夢見る隙間
35. Puramai (18 novembre 2015) プラマイ
36. Motto (18 mars 2016) もっと
37. Koi wo Shita no wa (21 septembre 2016) 恋をしたのは
38. Yokoku (29 novembre 2017) 予告
39. Straw (2 mai 2018) ストロー
40. Aozora (22 février 2020) 青空

### Albums
1. Astral Box (20 décembre 1997)
2. Girlie (30 mai 1998)
3. Chiisana marui Kōjitsu (21 avril 1999) 小さな丸い好日 (Une bonne petite journée bien ronde) vendu à 136,694 ex.
4. Sakura no ki no Shita (1er mars 2000) 桜の木の下 (Au pied du cerisier) vendu à 1 416 357 ex.
5. Natsu fuku (20 juin 2001) 夏服 (Tenue d'été) vendu à 985 854 ex.
6. Aki soba ni iru yo (4 septembre 2002) 秋そばにいるよ (Près de toi en automne) vendu à 504 742 ex.
7. Akatsuki no Love-Letter (27 novembre 2003) 暁のラブレター (Lettre d'amour de l'aube) vendu à 522 245 ex.
8. Yume no naka no massugu na michi (2 mars 2005) 夢の中のまっすぐな道 (Chemin direct vers le cœur des rêves) vendu à 473 616 ex.
9. Kanojo (23 août 2006) 彼女 (Petite Amie) vendu à 460 461 ex.
10. Himitsu (2 avril 2008) 秘密 vendu à 460 569 ex.
11. Baby (31 mars 2010)
12. Toki no Silhouette (20 juin 2012)  時のシルエット
13. Awa no Yō na Ai datta (28 mai 2014) 泡のような愛だった
14. May Dream (18 mai 2016)
15. Shimetta Natsu no Hajimari (6 juin 2018) 湿った夏の始まり

### DVD
Les DVD de aiko peuvent être classés en deux catégories : la série des Love Like… qui sont des enregistrements de concerts, et la série des "Utau inu" qui sont des compilations de video-clips.
1. Love Like Pop (22 novembre 2000)
2. Utau inu (22 novembre 2000) ウタウイヌ
3. Yūrakuchō de Aimashō (Love Like Pop Vol. VI) (20 mars 2002) 有楽町で逢いましょう
4. Utau inu 2 (19 mars 2003) ウタウイヌ2 vendu à 23 401 ex.
5. Love Like Rock (14 avril 2004) vendu à 37 607 ex.
6. Love Like Pop Add (11 mai 2005) vendu à 43 063 ex.
7. Utau Inu 3 (20 septembre 2006) ウタウイヌ3 vendu à 38 150 ex.
8. LOVE LIKE POP add. 10th anniversary (21 mars 2007) vendu à 53 364 ex.
9. DECADE (14 mars 2009) vendu à 69,402 ex.
10. Pop and Rock (27 juillet 2011) ポップとロック
11. Utau Inu 4 (21 mars 2014) ウタウイヌ4
12. 15 (3 avril 2013)
13. Aiko 15th Anniversary Tour: POPS (20 mars 2015)
14. Aiko 15th Anniversary Tour: ROCKS (20 mars 2015)
15. ROCK To ALOHA (3 mai 2016) ROCKとALOHA